# Amethystsonnennymphe
Die Amethystsonnennymphe (Heliangelus amethysticollis) ist eine Vogelart aus der Familie der Kolibris (Trochilidae). Die Art hat ein großes Verbreitungsgebiet, das etwa 202.000 Quadratkilometer in den südamerikanischen Ländern Venezuela, Kolumbien, Ecuador, Peru und Bolivien umfasst. Der Bestand wird von der IUCN als „nicht gefährdet“ (least concern) eingeschätzt.

## Merkmale

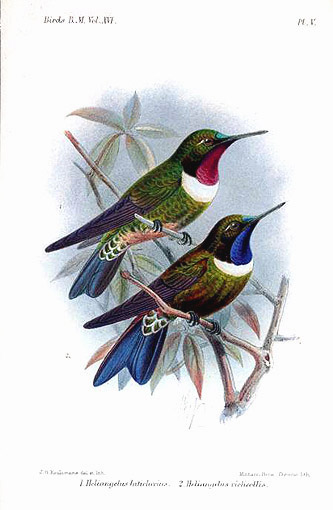
Amethystsonnennymphe (Heliangelus amethysticollis)

Die Amethystsonnennymphe erreicht eine Körperlänge von etwa 10,5 bis 11 Zentimetern. Der gerade, schwarze Schnabel wird ca. 15 bis 18 Millimeter lang. Die Oberseite ist funkelnd grün. Postokular (hinter den Augen) hat der Kolibri einen eher unauffälligen weißen Tupfen. Unterhalb des Halses ist der Kolibri grau. Alle Unterarten haben einen weißen oder gelblichbraunen Kragen. Die Kehle ist beim Männchen blauviolett. Der Scheitel ist nur bei der Unterart laticlavius glänzend blaugrün, während die anderen Unterarten ein grüner Scheitel ziert. Der Hals der Weibchen ist normalerweise glanzlos rotbraun. Insbesondere bei der Unterart laticlavius ist die Kehle aber ausgeprägt changierend. Der schwarzblaue Schwanz ist bei beiden Geschlechtern gabelförmig. Die mittleren Steuerfedern sind bronzegrün.

## Habitat
Man trifft die Amethystsonnennymphe meist in Gegenden mit Gestrüpp, die sich nahe Waldrändern befinden. Sie zeigt sich in Höhenlagen zwischen 1950 und 3700 Metern. Die Klimazone, in der man den Vogel antreffen kann, reicht von subtropischen bis kälteren Zonen an den Osthängen der Anden. In Peru findet man den Vogel nördlich und westlich des Marañón-Flusses. In Ecuador ist er an der Cordillera de Cutucú und in Zamora Chinchipe beheimatet.

## Verhalten
Wenn die Amethystsonnennymphe sich auf den Ast setzt, hebt sie gerne ihre Flügel. Sie klammert sich bevorzugt zur Nahrungsaufnahme an Pflanzen und spreizt dabei ihre Flügel. Gerne pickt sie Insekten aus dem Geäst. Das Herauspicken von Insekten kann durchaus auch im Schwirrflug beobachtet werden.

## Unterarten
Von der Art sind bisher sieben Unterarten bekannt:
- Heliangelus amethysticollis violiceps Phelps & Phelps Jr, 1953[2] – Diese Unterart kommt in der Sierra de Perijá im Nordosten Kolumbiens und Westen Venezuelas vor.
- Heliangelus amethysticollis clarisse (Longuemare, 1841)[3] – Diese Subspezies ist im Osten Kolumbiens und Westen Venezuelas verbreitet.
- Heliangelus amethysticollis spencei (Bourcier, 1847)[4] – Diese Unterart ist nur im Bundesstaat Mérida im Nordwesten Venezuelas präsent.
- Heliangelus amethysticollis laticlavius Salvin, 1891[5] – Diese Unterart ist vom Süden Ecuadors bis in den Norden Perus verbreitet.
- Heliangelus amethysticollis decolor Zimmer, JT, 1951[6] – Diese Subspezies kommt in Zentralperu vor.
- Heliangelus amethysticollis apurimacensis Weller, 2009[7] – Die neueste bekannte Unterart ist im Südosten Perus vorzufinden.
- Heliangelus amethysticollis amethysticollis (d’Orbigny & Lafresnaye, 1838)[8] – Die Nominatform ist im Süden Perus bis in den Nordwesten Boliviens verbreitet.

Das South American Check-list Committee lehnt bisher eine Abspaltung der Longuemare-Sonnennymphe und der Méridasonnennymphe von Heliangelus amethysticollis ab.
Heliangelus dubius Hartert, 1897 und Heliangelus claudia Hartert, 1895 gelten als zweifelhafte Taxa. Oft werden sie, sofern sie überhaupt in der Literatur Anerkennung finden, als Unterart von Heliangelus amethysticollis eingestuft.

## Etymologie und Forschungsgeschichte
Alcide Dessalines d’Orbigny und Frédéric de Lafresnaye beschrieben die Amethystsonnennymphe unter dem Namen Ornismya amethysticollis. Das Typusexemplar  wurde im Gebiet der Yuracaré gesammelt. Später wurde sie der Gattung Heliangelus zugeordnet. Dieser Name leitet sich von den griechischen Wörtern ἥλιος hēlios für „Sonne“ und ἄγγελος ángelos für „Engel, Bote, Gesandter“ ab. Das Artepitheton amethysticollis ist ein lateinisches Gebilde aus amethystus für Amethyst und -collis, collum für „-halsig, Nacken, Hals“. Clarisse ist Clarisse Parzudaki (1807–1884), geb. Moreuil, der Frau von Charles Parzudaki (1806–1889) und der Mutter von François Charles Émile Fauqueux-Parzudaki (1829–1899) gewidmet. Spencei ist dem Entomologen William Spence (1783–1860) gewidmet. Violiceps setzt sich aus den lateinischen Worten viola für „violett“ und -ceps, caput „-gekrönt, Kopf“ zusammen. Das lateinische laticlavius bedeutet „breit gestreift“. Decolor stammt ebenfalls aus dem Latein und bedeutet „blass, verblasst“. Apurimacensis steht für das Tal des Río Apurímac, das Gebiet, in dem diese Unterart schwerpunktmäßig vorkommt.